# Eudendrium generale
Eudendrium generale is een hydroïdpoliep uit de familie Eudendriidae. De poliep komt uit het geslacht Eudendrium. Eudendrium generale werd in 1885 voor het eerst wetenschappelijk beschreven door von Lendenfeld. 